# Powiat mołodecki

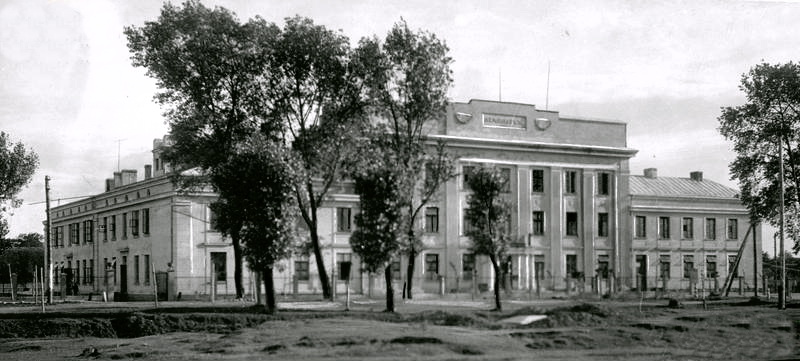
Budynek Starostwa Powiatowego w Mołodecznie

Powiat mołodecki – powiat w województwie wileńskim II Rzeczypospolitej. Jego siedzibą było miasteczko Mołodeczno. 
Został utworzony 1 kwietnia 1927 z części powiatów: wilejskiego i oszmiańskiego oraz z części (przyłączonych równocześnie) powiatów stołpeckiego i wołożyńskiego.

## Gminy
W nawiasach podano powiat, z którego wyłączono gminę
- Mołodeczno (wilejski)
- Krasne (wilejski)
- Radoszkowicze (wilejski)
- Lebiedziew (wilejski)
- Gródek (wilejski)
- Bienica (oszmiański)[3]
- Połoczany (wołożyński)
- Raków (stołpecki)

## Miasteczka
- Radoszkowicze (wilejski)
- Raków (stołpecki)

## Starosta
- Jerzy Albin de Tramecourt (V.1929 –)[4]
- Kazimierz Protassewicz (1936–1939)[5][6][7][8]